# Histanocerus brendelli
Histanocerus brendelli (лат.) — вид жесткокрылых рода Histanocerus из семейства Pterogeniidae.

## Распространение
Юго-Восточная Азия (Индонезия, Сулавеси).

## Описание
Мелкие жуки-микофаги. Длина тела около 2 мм. От близких видов отличается следующими признаками: булава усиков 5-члениковая; апикальная часть срединной лопасти эдеагуса широкая в основании, сильно суживающаяся к вершине; парамеры заметно сужены субапикально. Основная окраска тела коричневая. Усиковая ямка удлинённая, килеватая снизу, на вершине не ограничена; усиковая булава плотная, за исключением антенномера 11, сильно поперечная, членики уплощённые. Переднеспинка с закругленными передними углами; боковая борозда без ямковидных точек; основание без ямок. Передние голени сильно расширены на вершине, с толстыми шипами на переднем крае. Усики 11-членковые. Лоб с отчетливыми боковыми вздутиями. Скапус усика асимметричный. Эпиплевра сужена на вершине. .

## Таксономия и этимология
Вид был впервые описан в 1992 году швейцарскими колеоптерологами Дэниелем Буркхардтом (Naturhistorisches Museum, Базель, Швейцария) и Иваном Лёблом (Музей естественной истории Женевы, Женева, Швейцария). Названв честь M. J. D. Brendel, коллектора типовой серии, собравшего её в 1980 году.